# Khu kỳ Ma Cao
Khu kỳ Khu hành chính đặc biệt Ma Cao (tiếng Trung: 澳門特別行政區區旗; pinyin: Àomén Tèbié Xíngzhèngqū Qūqí; tiếng Bồ Đào Nha: Bandeira da Região Administrativa Especial de Macau) tượng trưng cho Ma Cao. Thiết kế của khu kỳ là hình chữ nhật, màu lục làm nền, ở trung tâm có một hoa sen ba cánh màu trắng, trên hoa có năm sao năm cánh màu vàng. Khu kỳ được chính thức sử dụng kể từ lễ bàn giao đánh dấu chuyển giao chủ quyền Ma Cao ngày 20 tháng 12 năm 1999.
Ngoài quốc kỳ Trung Quốc, Ma Cao còn có thể treo và sử dụng khu kỳ. Theo điều 10 của luật Cơ bản Khu hành chính đặc biệt Ma Cao, khu kỳ được mô tả là có phác họa năm sao, hoa sen, cầu lớn, nước biển. Khu kỳ được hội nghị lần thứ nhất của Đại hội đại biểu toàn quốc Trung Quốc khóa 8 thông qua vào ngày 31 tháng 3 năm 1993.

## Thiết kế
Khu kỳ Ma Cao có nền màu xanh Ma Cao, có ý phát triển thịnh vượng, đồ án khu kỳ gần như hoàn toàn tương đồng với khu huy. Trong khu kỳ có năm sao gồm 1 sao lớn và bốn sao nhỏ, ngoài việc tương tự như năm sao trong quốc kỳ Trung Quốc ra thì nó còn còn ứng với điều một trong luật Cơ bản Ma Cao, đó là Khu hành chính đặc biệt Ma Cao là bộ phận bất khả phân ly của nước Cộng hòa Nhân dân Trung Hoa". Bên dưới năm sao là một hoa sen màu trắng gồm ba cánh hoa tổ thành, ba cánh hoa này lần lượt đại diện cho bán đảo Ma Cao, Đãng Tử và Lộ Hoàn. Bên dưới hoa sen là cầu lớn màu trắng và màu trắng xanh đan xen thể hiện nước biển sâu dần, tượng trưng cho đặc điểm tự nhiên của Ma Cao.
Tổng cộng nhận được 782 tác phẩm thiết kế khu kỳ và khu huy Ma Cao, qua nhiềm lần bình thẩm chọn được ba thiết kế khu kỳ. Phó chủ tịch Ủy hội soạn thảo luật Cơ bản Ma Cao là Tiền Vĩ Trường nhận định rằng Ma Cao không trải qua chiến tranh quá trọng đại, xung quanh là nước, màu xanh tượng trưng cho hòa bình mỹ hảo, đề nghị có thể xem xét để khu kỳ và khu huy sử dụng màu xanh. Đương thời, Chủ nhiệm ủy ban Hồng Kông và Ma Cao của Quốc vụ viện là Cơ Bằng Phi cho rằng nếu khu kỳ Ma Cao cũng có màu đỏ tương tự như khu kỳ Hồng Kông thì không có vấn đề, song cũng không có quy định khu kỳ của khu hành chính đặc biệt nhất định phải là màu đỏ, sau đó nói một câu rằng "quốc kỳ màu đỏ, khu kỳ màu xanh, hồng hoa phối lục diệp".

## Các hiệu kỳ lịch sử
| Hiệu kỳ | Thời gian | Sử dụng                                                                                       | Mô tả |
| ------- | --------- | --------------------------------------------------------------------------------------------- | --- |
|         | 1557–1578 | Quốc kỳ Vương quốc Bồ Đào Nha từ năm 1521 đến năm 1578, được sử dụng ở Ma Cao thời thuộc địa. | Quốc kỳ Vương quốc Bồ Đào Nha |
|         | 1578–1640 | Quốc kỳ Vương quốc Bồ Đào Nha từ 1495 đến 1578, được sử dụng ở Ma Cao thời thuộc địa.         | Quốc kỳ Vương quốc Bồ Đào Nha |
|         | 1640–1667 | Quốc kỳ Vương quốc Bồ Đào Nha từ 1640 đến 1667, được sử dụng ở Ma Cao thời thuộc địa.         | Quốc kỳ Vương quốc Bồ Đào Nha |
|         | 1667–1707 | Quốc kỳ Vương quốc Bồ Đào Nha từ 1667 đến 1707, được sử dụng ở Ma Cao thời thuộc địa.         | Quốc kỳ Vương quốc Bồ Đào Nha |
|         | 1707–1816 | Quốc kỳ Vương quốc Bồ Đào Nha từ 1707 đến 1750, được sử dụng ở Ma Cao thời thuộc địa.         | Quốc kỳ Vương quốc Bồ Đào Nha |
|         | 1816–1830 | Quốc kỳ Vương quốc Bồ Đào Nha từ 1816 đến 1830, được sử dụng ở Ma Cao thời thuộc địa.         | Quốc kỳ Vương quốc Bồ Đào Nha |
|         | 1830–1910 | Quốc kỳ Vương quốc Bồ Đào Nha từ 1830 đến 1910, được sử dụng ở Ma Cao thời thuộc địa.         | Quốc kỳ Vương quốc Bồ Đào Nha |
|         | 1910–1941 | Quốc kỳ Cộng hòa Bồ Đào Nha từ 1911, được sử dụng ở Ma Cao thời thuộc địa.                    | Một lá cờ hình chữ nhật với 2 sọc dọc màu xanh lá cây – đỏ, trong đó sọc phía cờ bay rộng hơn sọc phía cột cờ và quốc huy Bồ Đào Nha nằm lệch về phía cột cờ (xem Quốc kỳ Bồ Đào Nha)                                                                                    |
|         | 1941-1945 | Quốc kỳ Đại Nhật Bản Đế quốc thời kỳ Nhật Bản xâm chiếm Hồng Kông                             | Một lá cờ hình chữ nhật màu trắng với hình tròn màu đỏ nằm ở giữa, lệch 1% về phía cột cờ (xem Quốc kỳ Nhật Bản) |
|         | 1945–1975 | Quốc kỳ Cộng hòa Bồ Đào Nha từ 1911, được sử dụng ở Ma Cao thời thuộc địa.                    | Một lá cờ hình chữ nhật với 2 sọc dọc màu xanh lá cây – đỏ, trong đó sọc phía cờ bay rộng hơn sọc phía cột cờ và quốc huy Bồ Đào Nha nằm lệch về phía cột cờ (xem Quốc kỳ Bồ Đào Nha)                                                                                    |
|         | 1975–1999 | Cờ Ma Cao thuộc Bồ Đào Nha                                                                    | Một lá cờ màu xanh nhạt với huy hiệu của Ma Cao thuộc Bồ Đào Nha ở giữa. Đây là lá cờ được sử dụng tại các sự kiện thể thao và tại lễ bàn giao chủ quyền năm 1999 cho Trung Quốc.                                                                                        |
|         | 1975–1999 | Cờ chính quyền thực dân Bồ Đào Nha tại Ma Cao                                                 | Một lá cờ màu xanh nhạt với huy hiệu chính thức của thuộc địa Ma Cao của Bồ Đào Nha ở giữa. Trong thời chính quyền Bồ Đào Nha, lá cờ này cũng đại diện cho lãnh thổ Ma Cao trên các diễn đàn quốc tế, mặc dù nó không phải là cờ chính thức của Ma Cao thuộc Bồ Đào Nha. |
|         | 1999–nay  | Cờ Đặc khu hành chính Ma Cao                                                                  | Một lá cờ màu xanh lục với hoa sen 3 cánh màu trắng, trên hoa có 5 sao vàng năm cánh ở trung tâm |

## Tiêu chuẩn chi tiết
Khu kỳ Ma Cao có hình chữ nhật, tỷ lệ giữa chiều dài và chiều cao là 3:2. Nếu một khu kỳ có kích cỡ khác với tiêu chuẩn do nhu cầu đặc thù, nó phải tuân theo kích cỡ thông dụng để phóng to hay thu nhỏ, tám kích cỡ thông dụng là:
| Loại           | 1         | 2         | 3         | 4        | 5       | cờ xe   | cờ ký kết | cờ bàn  |
| -------------- | --------- | --------- | --------- | -------- | ------- | ------- | --------- | ------- |
| dài × cao (cm) | 288 × 192 | 240 × 160 | 192 × 128 | 144 × 96 | 96 × 64 | 30 × 20 | 21 × 14   | 15 × 10 |

Theo quy định tiêu chuẩn, sắc chế của nền khu kỳ Ma Cao rất khó chế tác, một số công ty chế tác gọi đó là "màu lục Ma Cao".

## Sử dụng
Khu kỳ Ma Cao trưng hàng ngày tại các địa điểm: dinh thự chính thức của Trưởng quan hành chính, tổng bộ chính phủ Khu hành chính, sân bay quốc tế Ma Cao, cửa khẩu xuất nhập cảnh, và các địa điểm do Trưởng quan hành chính chỉ định. Khu kỳ được trưng vào những ngày làm việc tại: Văn phòng trưởng quan hành chính, Hành chính hội, Lập pháp hội, Chung thẩm pháp viện, Kiểm sát viện, Cơ cấu thị chính, ban ngành chính phủ, cơ cấu biện sự trú tại hải ngoại và cá địa điểm do Trưởng quan hành chính chỉ định. Ngoài ra, chính phủ Đặc khu có thông cáo rõ ràng về các địa điểm phải treo khu kỳ trong các ngày quốc khánh Trung Quốc, ngày thành lập Đặc khu, tết Nguyên đán.
Khi quốc kỳ Trung Quốc được trưng cùng với khu kỳ và các hiệu kỳ khác, quốc kỳ Trung Quốc cần phải ở vị trí trung tâm, cao hơn hoặc nổi bật hơn. Khi hành tiến thì quốc kỳ Trung Quốc ở phía trước các hiệu kỳ khác. Nếu quốc kỳ và khu kỳ xuất hiện cùng hàng, khu kỳ phải có kích cỡ nhỏ hơn quốc kỳ. Tuy nhiên, theo điều 137 của luật Cơ bản Ma Cao, thì khi Ma Cao cử phái đoàn tham gia sự kiện quốc tế thì quy tắc trên không áp dụng.

## Treo rủ
Khu kỳ Ma Cao cần phải được treo rủ cùng với quốc kỳ Trung Quốc nhằm biểu thị thương tiếc các nhân sĩ khứ thế sau đây:
- Chủ tịch nước Cộng hòa Nhân dân Trung Hoa, Ủy viên trưởng Ủy ban Thường vụ Đại hội đại biểu Toàn quốc, Tổng lý Quốc vụ viện, Chủ tịch Ủy ban quân sự trung ương
- Chủ tịch Ủy ban toàn quốc Hội nghị Hiệp thương Chính trị Nhân dân Trung Quốc
- Người có cống hiến kiệt xuất cho nước Cộng hòa Nhân dân Trung Hoa, do Chính phủ Nhân dân Trung ương thông báo cho Trưởng quan hành chính.
- Người có cống hiến kiệt xuất cho hòa bình thế giới hoặc là sự nghiệp tiến bộ của nhân loại, do Chính phủ Nhân dân Trung ương thông báo cho Trưởng quan hành chính.
- Người được Trưởng quan hành chính nhận định là có cống hiến kiệt xuất đối với Khu hành chính đặc biệt Ma Cao, hoặc người mà Trưởng quan hành chính nhận định thích hợp để treo rủ khu kỳ nhằm thể hiện thương xót.

Khi phát sinh sự kiện bất hạnh gây thương vong đặc biệt nghiệm trọng, hoặc tai họa tự nhiên gây ra thương vong nghiêm trọng, có thể treo cờ rủ để thể hiện tương tiếc, Chính phủ nhân dân Trung ương thông báo cho Trưởng quan hành chính hoặc Trưởng quan hành chính nhận thấy thích hợp.